# Campeonato Mundial de Corta-Mato de 1988
O 16º Campeonato Mundial de Corta-Mato foi realizado em 26 de março de 1988, em Auckland, Nova Zelândia. 

## Resultados

### Corrida Longa Masculina

#### Individual
| Medalha | Atleta          | País   | Tempo     |
| Ouro    | John Ngugi      | Quênia | 34:32 min |
| Prata   | Paul Kipkoech   | Quênia | 34:54 min |
| Bronze  | Kipsubai Koskei | Quênia | 35:07 min |

#### Equipas
| Medalha | Selecção | Marca   |
| Ouro    | Quênia · John Ngugi (1º) · Paul Kipkoech (2º) · Kipsubai Koskei (3º) · Boniface Merande (4º) · Moses Tanui (6º) · Joseph Kiptum (7º)          | 23 pts  |
| Prata   | Etiópia · Abebe Mekonnen (5º) · Haji Bulbula (10º) · Habte Negash (12º) · Debebe Demisse (20º) · Melese Feissa (23º) · Chala Kelele (33º)     | 103 pts |
| Bronze  | França · Paul Arpin (11º) · Steve Tunstall (14º) · Jean-Louis Prianon (17º) · Joël Lucas (25º) · Cyrille Laventure (30º) · Bruno Levant (37º) | 134 pts |

### Corrida Júnior Masculina

#### Individual
| Medalha | Atleta          | País    | Tempo     |
| Ouro    | Wilfred Kirochi | Quênia  | 23:25 min |
| Prata   | Alfonce Muindi  | Quênia  | 23:39 min |
| Bronze  | Bedile Kibret   | Etiópia | 23:41 min |

#### Equipas
| Medalha | Selecção | Marca  |
| Ouro    | Quênia   | 12 pts |
| Prata   | Etiópia  | 33 pts |
| Bronze  | Espanha  | 61 pts |

### Corrida Longa Feminina

#### Individual
| Medalha | Atleta             | País        | Tempo     |
| Ouro    | Ingrid Kristiansen | Noruega     | 19:04 min |
| Silver  | Angela Tooby       | Reino Unido | 19:23 min |
| Bronze  | Annette Sergent    | França      | 19:29 min |

#### Equipas
| Medalha | Selecção | Marca  |
| Ouro    | União Soviética · Yelena Romanova (6ª) · Regina Chistyakova (6ª) · Marina Rodchenkova (18ª) · Olga Bondarenko (20ª) | 51 pts |
| Prata   | Reino Unido · Angela Tooby (2ª) · Jill Hunter (9ª) · Susan Tooby (16ª) · Fiona Truman (34ª)                         | 61 pts |
| Bronze  | França · Annette Sergent (3ª) · Marie-Pierre Duros (11ª) · Patricia Demilly (28ª) · Rosario Murcia (30ª)            | 72 pts |